# Playground Music
Playground Music Scandinavia (или Playground Music, PGM) — скандинавский звукозаписывающий лейбл, основанный в 1999 году.

## Деятельность
Компания была основана в 1999 году группой независимых звукозаписывающих компаний: Еdel, Mute, Beggars и пр. Наибольший успех компании принесла группа The Rasmus, которая продала 1,5 миллиона альбомов и 1 синглов по всему миру.
Офисы Playground Music находятся в Стокгольме, Мальмё, Копенгагене, Осло и Тампере.
В 2006 году компания приобрела Diesel Music AB с правами на таких исполнителей как Eagle Eye Cherry, Koop, Lisa Nilsson. В 2007 году Playground Music приобрела Edel/Mega AS с правами на Ace of Base и Savage Rose.
Компания старается монополизировать звукозапись в Скандинавии. На данный момент компания принадлежит Edel, Beggars, Йонасу Хьострёму, Торни Хьё и Фредрику Рундквисту.

## Известные исполнители, записывавшиеся на лейбле
- The Rasmus
- Ace of Base
- Timbuktu
- Turbonegro
- Alice Cooper
- Snook
- Private Line
- The Concretes
- Advance Patrol
- Slow Train Soul
- Poets of the Fall